# 第23回日本レコード大賞
第23回日本レコード大賞（だい23かいにほんレコードたいしょう）は、1981年（昭和56年）12月31日に帝国劇場で行われた、23回目の『日本レコード大賞』である。

## 概要
各部門賞の発表は「第23回速報！日本レコード大賞」の名で11月25日に東京プリンスホテルで発表された。
第23回の大賞は、寺尾聰の「ルビーの指環」に決定した。寺尾聰は初の受賞。この楽曲は大賞に加え、作曲賞・編曲賞・作詩賞を独占した。史上初であり、この年以降無い唯一の記録となっている。オリコン年間シングルチャート1位の楽曲が受賞したのは第20回以来3年ぶり。また、TBSの『ザ・ベストテン』年間ベストテン1位の楽曲が受賞したのは、1978年以降（同番組放送開始以降）では史上初めて。なお、受賞者の寺尾には副賞として、トヨタ・クラウン4ドア・ハードトップが贈呈された。
今回から大賞の選考方法が変更され、従来は審査員の投票だけで決定していたのが、レコード売上・TBSの音楽番組へのリクエストなどのデータが30%、審査員による作詞・作曲・編曲・歌唱の4部門の採点が40%、審査員の投票が30%の配点比率で最高得点を獲得した楽曲に大賞が与えられることになった。また、新たにデビュー2年目の歌手を対象とした「ゴールデン・アイドル賞」を新設、同賞にノミネートされた歌手は大賞の選考から除外された。
視聴率は1P上昇の35.3%に。
発表は、大賞・最優秀新人賞を総合司会の高橋が、最優秀歌唱賞を審査会場リポーターの松宮が発表した。

## 司会
- 総合司会：高橋圭三 - 13度目の司会。
- 司会進行：渡辺謙太郎 - 2度目の司会。
- 司会進行：竹下景子
- 酒井ゆきえ（会場リポーター）
- 松宮一彦（審査会場リポーター）- 2度目の担当

## 受賞作品・受賞者一覧

### 日本レコード大賞
- 「ルビーの指環」
  - 歌手:寺尾聰
  - 作詞:松本隆
  - 作曲:寺尾聰
  - 編曲:井上鑑
  - プロダクション:石原プロモーション
  - レコード会社:東芝EMI

### 最優秀歌唱賞
- 「すみれ色の涙」
  - 歌手:岩崎宏美

### 最優秀新人賞
- 近藤真彦（曲:「ギンギラギンにさりげなく」）

### 金賞
- 「あなたひとすじ」
  - 歌手:川中美幸
- 「命あたえて」
  - 歌手:森進一 - 前身の歌唱賞を合わせると7年ぶり5度目。
- 「哀しみ本線日本海」
  - 歌手:森昌子
- 「人生かくれんぼ」
  - 歌手:五木ひろし - 3年連続3度目。前身の歌唱賞を合わせると8度目。
- 「ス・ト・リ・ッ・パ・ー」
  - 歌手:沢田研二 - 4年連続4度目。前身の歌唱賞、大衆賞を合わせると5年連続8度目。
- 「すみれ色の涙」
  - 歌手:岩崎宏美 - 4年連続4度目。前身の歌唱賞を合わせると5年連続5度目。
- 「センチメンタルガール」
  - 歌手:西城秀樹 - 4年連続4度目。前身の歌唱賞を合わせると7度目。
- 「街角トワイライト」
  - 歌手:シャネルズ
- 「もしもピアノが弾けたなら」
  - 歌手:西田敏行
- 「ルビーの指環」
  - 歌手:寺尾聰

### 新人賞
- 近藤真彦（曲:「ギンギラギンにさりげなく」））
- 竹本孝之（曲:「てれてZinZin」）
- 祐子と弥生（曲:「父さん」）
- 山川豊（曲:「函館本線」）
- 沖田浩之（曲:「はみだしチャンピオン」）

### ゴールデン・アイドル賞
- 松田聖子（曲:「風立ちぬ」）
- 田原俊彦（曲:「グッドラックLOVE」） - 前年の最優秀新人賞受賞者であり、最優秀新人賞を受賞した近藤真彦に花束を贈呈。
- 河合奈保子（曲:「スマイル・フォー・ミー」）
- 柏原よしえ（曲:「ハロー・グッバイ」）

### ベスト・アルバム賞
- 『We are』
  - 歌手:オフコース
- 『水の中のASIAへ』
  - 歌手:松任谷由実
- 『A LONG VACATION』
  - 歌手:大滝詠一

### '81アルバムベスト10
- 『We are』
  - 歌手:オフコース
- 『ON THE STREET CORNER』
  - 歌手:山下達郎
- 『SUNGLOW』
  - 歌手:阿川泰子
- 『ステレオ太陽族』
  - 歌手:サザンオールスターズ
- 『水の中のASIAへ』
  - 歌手:松任谷由実
- 『ラブ・ポーションNo.1』
  - 歌手:ザ・ヴィーナス
- 『臨月』
  - 歌手:中島みゆき
- 『A LONG VACATION』
  - 歌手:大滝詠一
- 『ロンリー・ハート』
  - 歌手:クリエイション

### 作曲賞
- 「ルビーの指環」（歌:寺尾聰）
  - 作曲:寺尾聰

### 編曲賞
- 「ルビーの指環」（歌:寺尾聰）
  - 編曲:井上鑑

### 作詩賞
- 「ルビーの指環」（歌:寺尾聰）
  - 作詩:松本隆

### 特別賞
- 松島詩子

### 企画賞
- 『虹伝説』
  - 高中正義
  - キティ・ミュージック・コーポレーション
  - ポリドール（株）
- 「歌は生きている」
  - キングレコード（株） - 2年連続7度目。
- 『昭和艶唱』
  - 由紀さおり
  - 東芝EMI（株） - 3年連続8度目。

### ロング・セラー賞
- 「ブランデーグラス」
  - 歌手:石原裕次郎
- 「みちのくひとり旅」
  - 歌手:山本譲二
- 「奥飛騨慕情」
  - 歌手:竜鉄也

## ゲスト
- 渡哲也（寺尾が所属する石原プロモーションの副社長。大賞を受賞した寺尾を祝福した）
- 小林正彦（石原プロモーション代表取締役専務。ロングセラー賞を受賞した石原裕次郎に代わって出席し、渡と同様、大賞を受賞した寺尾を祝福）
- 八代亜紀（前年の大賞受賞者。大賞受賞者の寺尾に花束を贈呈）
- 野村義男（たのきんトリオ、最優秀新人賞受賞の近藤真彦を祝福）
- 都はるみ（前年の最優秀歌唱賞受賞者。最優秀歌唱賞受賞の岩崎宏美に花束を贈呈）
- 小林桂樹（最優秀歌唱賞受賞の岩崎宏美に花束を贈呈。岩崎が尊敬しているひとりとして挙げていた）
- 渡辺美智雄（当時大蔵大臣）
- 細川隆元（『時事放談』司会者。好きな歌手として森昌子を挙げていた）
- 藤島親方（元大関・貴ノ花）一家（妻の花田紀子（当時）が大の沢田研二ファン。会場には当時小学生の勝と光司も同席）

## TV中継スタッフ
- プロデューサー：斎藤正人、吉田恭爾（テレビ）、上田正人（ラジオ）
- 演出：杉山広司
- 舞台監督：狩野敬
- 中継担当：石川眞実
- 音楽：長洲忠彦
- 演奏：岡本章生とゲイスターズ、高橋達也と東京ユニオン、ベストアンサンブル
- 指揮：長洲忠彦
- 技術：佐藤一郎
- 美術制作：和田一郎
- 製作著作：TBS
- 主催：社団法人 日本作曲家協会、日本レコード大賞制定委員会、日本レコード大賞実行委員会